# Даріус Мажинтас
Даріус Мажинтас (нар. 7 березня 1982, Вільнюс) — литовський піаніст, політик. Віце-міністр культури Литви (2013—2014).

## Життєпис
Закінчив Національну художню школу імені М. К. Чюрльоніса, музичну школу імені Балиса Дваріонаса (2000), Міланську консерваторію (Комо, Італія). У 2010 році отримав ступінь кандидата наук у Литовській академії музики і театру.
Брав участь у конкурсі Артура Рубінштейна (2003, Франція), Міжнародному конкурсі Стасіса Вайнюнаса (2000, Литва) та Konzerteum (1998, Греція), представляв Литву з віолончелістом Глібом Пишнякасом на Міжнародному Голландському музичному фестивалі. Сесії для молодих музикантів у Нідерландах у 2009 році та виступали в кількох країнах, наприклад у 2011 році у Братиславі зі Словацькою філармонією.
У березні 2013 року він змінив Фаустаса Латенаса на посаді віце-міністра культури Литви, заступника Шарунаса Бірутіса в кабінеті Буткявічюса.
26 квітня 2022 року виступив в Ірпені на тлі зруйнованого історичного будинку культури.